# Franck-Paul-François Carré
Franck Paul François Émile Carré, dit Franck-Carré est un magistrat et homme politique français né le 21 septembre 1800 à Montmorency (Val-d'Oise) et décédé le 23 juin 1862 à Cercamps (Pas-de-Calais).

## Biographie
Entré dans magistrature en 1824, il est substitut au tribunal de Fontainebleau en 1828. Rallié à la Monarchie de juillet, il devient procureur général à Paris, puis avocat général à la Cour de Cassation en 1836. Il est chef de parquet lors de l'affaire Fieschi ou celle du complot de Strasbourg. Il est premier président de la Cour d'appel de Rouen en 1841 et membre de la chambre des pairs le 26 décembre 1841 (de ce fait, il est membre honoraire de l'Académie de Rouen). En 1846, il est rapporteur devant la chambre dans l'affaire Lecomte et obtint la condamnation à mort de l'accusé. Bien qu'il ait requis contre Louis-Napoléon Bonaparte en 1840, dans l'affaire de Strasbourg, il reste en poste sous le Second Empire et prend sa retraite en 1861.

## Pour approfondir